# ناحیه فالک، شهرستان کلیرواتر، مینه سوتا
ناحیه فالک (به انگلیسی: Falk Township) یک منطقهٔ مسکونی در ایالات متحده آمریکا است که در شهرستان کلیرواتر، مینه‌سوتا واقع شده‌است.
 ناحیه فالک ۹۴٫۶ کیلومتر مربع مساحت و ۲۶۱ نفر جمعیت دارد و ۴۶۰ متر بالاتر از سطح دریا واقع شده‌است.